# 阮福洪𠌠
阮福洪𠌠（越南语：／，1845年6月16日—1875年7月5日），越南阮朝绍治帝第二十五子，生母德嬪阮氏媗。

## 生平
紹治五年五月十二日（1845年6月16日），阮福洪𠌠在順化皇城出生。年少好學。嗣德十八年（1865年）閏五月，受封為富良郡公（越南语：／）。嗣德二十八年六月初三日（1875年7月5日），阮福洪𠌠去世，壽三十一歲，諡恭亮。保大十六年五月二十七日（1941年6月21日），保大帝追贈其為富良公（越南语：／），改諡恭肅。

## 冊文
保大十六年（1941年），追封富良公冊文：
維保大拾陸年歲次辛巳五月甲戌朔越贰拾柒日庚子，承天興運，皇帝若曰：
朕惟熙朝隆錫履之恩，情與文而兼至；王者重敦親之義，爵詔德以加封。亶協穀辰，載颺芝綍。睠惟富良郡公故洪𠌠，乃我憲祖章皇帝之第二十五子也。銀潢衍慶，玉葉蜚英。學問曾勵其琢磨，處樂自防於禮法。盛世恩承友愛，唐樓聯花萼之輝；當年位列分封，周爵受桐圭之賜。廕藉肇培之祉，丕迓鴻庥；家傳仁厚之風，賡歌麟趾。詎意雲鄉早逝，恩未逮其崇榮。肆今雨澤覃施爵，宜隆夫顯秩。茲特追加封爲富良公，諡恭肅，錫之冊命。於戲，衮花一字，載揚泉壤之光；書券千秋，永紀河山之誓。繄惟潛懿，服此休光。欽哉！

## 子女
阮福洪𠌠共有5子5女。本房後裔按照御賜耒字部起名。
- 長子阮福膺耦，襲封畿外侯，同慶元年（1886年），改授副管奇，後因被指索賄，遭到革爵處罰，並改從母姓。

孫阮福寶耞襲封佐國卿。

### 書籍
- 《大南實錄》正編列傳二集 卷八